# Orimarga annandalei
Orimarga annandalei är en tvåvingeart som beskrevs av Alexander 1927. Orimarga annandalei ingår i släktet Orimarga och familjen småharkrankar. Inga underarter finns listade i Catalogue of Life.